# 未来ネット
未来ネット株式会社（みらいネット）は、インターネット動画配信と番組販売の事業を行う制作プロダクション。DHCテレビジョン（現・虎ノ門テレビ）より経営方針の違いから2017年に枝分かれした独立したチームで構成された。

## 概要
2017年11月22日、DHCテレビジョンの一部が独立し、設立された。当初は林原（現・ナガセヴィータ）元社長の林原健の支援を受け、2018年に株式会社林原チャンネルとしてスタートしたが、林原が2020年10月13日死去したことにより、資本元を変更し未来ネット株式会社へ変更した。
2021年12月からサポート会員制度を始め、「あなたも未来を創るメディアに参加して下さいませんか？」というコピーで視聴者の番組作りへの参加と支援を募っている。
チャンネルは「日本を心の底から愛せる、未来ある人へ。共に志を記して参りましょう。その志とは新しい日本の国づくりの発想を形にしていくことです。」と述べている。
2022年11月、これまでの考えの延長線上として、人材を発掘・支援を行う一般財団法人未来人材基金への映像協力を主軸としていくことを発表している。

## 主な番組

### ストリーミング生配信
以下の番組はYouTube Liveにて配信
- いわんかな（討論番組）
- 馬渕睦夫／ひとりがたり馬渕睦夫
- 島田晴雄／経済学者 島田晴雄の『これからの日本を考える』
- 加瀬英明／Talk Of The Twon　─知的武装は世界の最新兵器─
- 田村秀男×木内孝胤／日本再興
- 田村秀男／経済ひとりがたり
- 田中英道／日本から見たサピエンス全史
- 日下公人／ひとりがたり日下公人

### アップロード配信
- 野口悠紀雄／野口悠紀雄の小中高校生に語る「超」勉強講座
- マンリオ・カデロ・加瀬英明／マナーとエチケット講座
- 織田哲司×江藤裕之×下永裕基／渡部昇一知のレガシー
- 田芳／田先生の中国語講座

### 過去番組
- 加瀬英明／ようこそ加瀬英明　神道が世界を救う
- 笠岡誠一／腸活のススメ
- 志方俊之／グローバルセキュリティ入門
- 石井幹子／世界で躍動する照明デザイナー
- 小野善一郎／古事記講座
- 星子尚美／新型コロナウイルスに負けない免疫力アップ方法！
- 篠田英朗／プライムインタビュー
- 日本太鼓ジュニアコンクール
- 三須啓仙／運とは何か？2018年は戊戌九紫火星の年！興運のススメ！
- 極真館空手「型」 2017全日本空手道選手権大会
- 加瀬英明×Dr.コパ／ありのまま
- 堤堯×高山正之／軍艦島へ行く